# جون ريلي
جون ريلي (بالإنجليزية: John Rillie)‏ مواليد 4 نوفمبر 1971، هو لاعب كرة سلة أسترالي بدأ مسيرته الاحترافية في سنة 1995. اعتزل اللعب في 2010.

## روابط خارجية
- جون ريلي على موقع الاتحاد الدولي لكرة السلة (الإنجليزية)
- جون ريلي على موقع كرة السلة الأوروبية.كوم (الإنجليزية)
- جون ريلي على موقع كلية كرة السلة في سبورتس رفرنس.كوم (الإنجليزية)
- جون ريلي على موقع ريلجم (الإنجليزية)
- جون ريلي على موقع بروبوليرز (الإنجليزية)
- جون ريلي على موقع سبورتس رفرنس (الإنجليزية)
- جون ريلي على موقع أوليمبيديا (الإنجليزية)
- جون ريلي على موقع اللجنة الأولمبية الأسترالية (الإنجليزية)